# تازربو
تازربو (به عربی: تازربو) یک منطقهٔ مسکونی در لیبی است که در استان کفره واقع شده‌است. تازربو ۶٬۶۰۰ نفر جمعیت دارد.